# Victor Pavie
 (novembre 2024).
Si vous disposez d'ouvrages ou d'articles de référence ou si vous connaissez des sites web de qualité traitant du thème abordé ici, merci de compléter l'article en donnant les références utiles à sa vérifiabilité et en les liant à la section « Notes et références ».
 (novembre 2024).
Pour les articles homonymes, voir Pavie (homonymie).

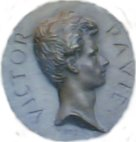
Victor Pavie, médaillon par David d'Angers, 1827

Victor Pavie, né à Angers le 26 novembre 1808 et mort à Saint-Melaine-sur-Aubance le 17 août 1886, était un écrivain, poète et historien d'art français.

## Biographie
Issu d'une famille d'imprimeurs angevins (son grand-père fonda l'une des premières imprimeries d'Angers ; son père en fit l’imprimerie attitrée des pouvoirs publics et religieux), il devient lui-même éditeur et imprimeur. Il soutint le romantisme naissant et fut le premier éditeur du Gaspard de la nuit d'Aloysius Bertrand.

### Une vocation précoce
Dès sa jeunesse, subjugué par ses lectures de Lamartine puis Hugo, il ne jure que par l'idéal romantique. Il entame une correspondance avec Victor Hugo et signe quelques articles dans le journal familial Les Affiches d'Angers. Lors de ses études de droit à Paris, il est introduit, ainsi que son frère Théodore, de trois ans son cadet, dans les cénacles littéraires parisiens, devenant l'ami de Sainte-Beuve et de Victor Hugo. Victor Pavie rencontrera également Walter Scott et Goethe, à l'occasion de voyages initiés par David d'Angers en 1828 et 1829, invité par ce dernier. Le sculpteur l'accueille souvent dans son atelier et le protège durant ses études à Paris. Le jeune Pavie rencontre également Nodier, Alexandre Dumas, Lamartine, Delacroix…
De retour à Angers, Victor Pavie plaide quelques affaires en tant qu'avocat, puis reprend l'imprimerie familiale durant une dizaine d'années avant de se retirer. Dans le même temps, il anime, rue St Laud, un « petit cénacle » qui rassemble quelques noms de la jeunesse artistique et littéraire de l'Anjou. Il publie trois ans de suite, en 1834, 1835 et 1836, un recueil, La Gerbe, puis devient un notable. Il sera vice-président de la Société d’Agriculture des Arts et des Sciences d’Angers (fondée par son père Louis Pavie en 1828) durant de longues années, président des Conférences d'Angers (St Vincent de Paul) et l’un des fondateurs des « Cercles catholiques ouvriers ».
Auteur de poèmes, de souvenirs littéraires et artistiques, d'études historique, il signe également des récits de voyage (dont le plus important, le récit de son voyage avec David d’Angers à Weimar, où il rencontra Goethe).

### Un très fort lien avec les Hugo
Victor et Théodore Pavie sont reçus très régulièrement chez les Hugo (d’ordinaire le lundi soir). Les frères Pavie et surtout Victor, vont partager plusieurs années le quotidien des Hugo durant leur jeunesse. Il existe une relation de maître et disciple entre les deux Victor à cette époque. Malgré des divergences, d'ordre moral et esthétique, Victor Pavie manifestera son soutien au poète au moment de l’exil et lui rendra encore visite à la fin de sa vie. Victor Pavie défend les idées et les œuvres de Hugo dans la presse angevine, dans de nombreux articles, remarqués à Paris par le monde littéraire. Pavie lui suggère un ouvrage théorique sur le Romantisme juste avant que Victor Hugo ne rédige la Préface de Cromwell (Hugo lui avait demandé de l’écrire). Victor Pavie est à la tête d’un « bataillon » d’une trentaine d’étudiants qui défendent chaque soir la pièce Hernani.
Hugo envoie tous ses ouvrages à « Victor d’Angers » comme il l’appelle. Il lui confie des originaux (comme la Pente de la rêverie) et lui donne à copier certains de ses textes (comme le « Journal des idées et des opinions d’un révolutionnaire de 1830 » de Littérature et philosophie mêlées). Le poète s’est inspiré d’expressions employées par Pavie dans ses poèmes ou ses lettres. Ainsi d’une « feuille d’automne » ou des « contemplations ».
À Paris, la famille Hugo mange du poisson de Loire et boit du vin de Bonnezeaux que leur apportent ou envoient les Pavie. Madame Hugo et Léopoldine viennent au mariage de Victor Pavie et restent plusieurs jours. Pavie porte des bretelles brodées par Léopoldine et son épouse des manchettes faites par Adèle Hugo. Celle-ci est appelée « Madame Maine-et-Loire » par tous les convives. Les Hugo projetèrent un temps d’acheter une demeure en Anjou. Victor Pavie leur avait même trouvé un petit château aux Ponts-de-Cé. L’affaire manqua de peu.

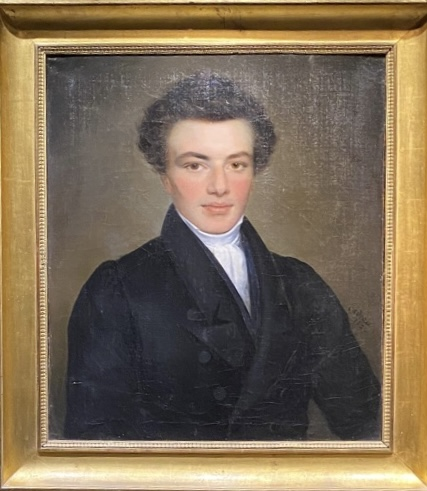
Victor Pavie par René Cadeau (1782-1858), 1826, huile sur toile

Plus de cent vingt lettres sont échangées, entre 1826 et 1868, entre les différents membres des deux familles. Les missives de Hugo commencent parfois par « mon frère », « mon poète »… Les marques d’affection, les confidences, les épanchements… y apparaissent constamment. L’épouse du poète sera d’un grand soutien pour Pavie à différents moments de sa vie. De son côté, celui-ci apportera également son aide à la femme de son mentor, dans les périodes difficiles.

### Une reconnaissance tardive
En septembre 2007, la Bibliothèque municipale d’Angers a proposé une exposition intitulée Gaspard de la Nuit, un coup de cœur littéraire de David d’Angers. Les personnes présentes et  intéressées par l’histoire de la famille Pavie (responsables culturels, universitaires, descendants...) ont décidé de lancer un projet de commémoration du bicentenaire de la naissance des fils Pavie : Victor l’écrivain-éditeur et Théodore l’orientaliste-explorateur.
Depuis, une Association des Amis de Victor et Théodore Pavie a mené différentes actions : colloque international, soutien d'expositions historique et artistique, conférences, publications, actions auprès des pouvoirs publics menant au baptême de rues, à la mise en valeur de tableaux au musée des Beaux-arts, à la création d'une promenade littéraire touristique avec les services municipaux, etc.
Depuis février 2010, une allée de Saint-Melaine-sur-Aubance porte son nom. Son prénom a également été ajouté à la rue Pavie à Angers ainsi que ceux de son frère et de son père.

## Œuvres
- Bonchamps et sa statue (1846)
- Eloge de David d'Angers (1853)
- Un portrait par Watteau (1855)
- Lettre de David d’Angers à Sainte-Beuve sur la mort de Louis Bertrand (1857)
- Westminster et Fontevrault (1867)
- Quinze jours en Normandie (1868)
- Charles Dovalle (1870)
- Goëthe et David, souvenirs d'un voyage à Weimar (1874)
- Les Revenants : Alexandre Dumas père (1881)
- Les Revenants : Charles Nodier (1883)
- Œuvres choisies (1887)